# Macaron de Saint-Émilion
Pour les articles homonymes, voir Macaron (homonymie).
Le macaron de Saint-Émilion est une spécialité culinaire de la ville de Saint-Émilion (Gironde).

## Histoire
Le macaron de Saint-Émilion était fabriqué depuis 1620 par les religieuses ursulines. La recette se transmit ensuite, à quelques familles saint-émilionnaises jusqu'à nos jours.

## Ingrédients
- Amandes douces et amères
- Blanc d’œufs frais
- Sucre[2]